# Casa na Rua D. Afonso I
A Casa na Rua D. Afonso I é um edifício histórico na vila de Castro Verde, na região do Baixo Alentejo, em Portugal. Embora seja normalmente identificada como pertencendo ao n.º 70, a sua descrição adequa-se a um outro imóvel ao longo da mesma rua, provavelmente desaparecido.

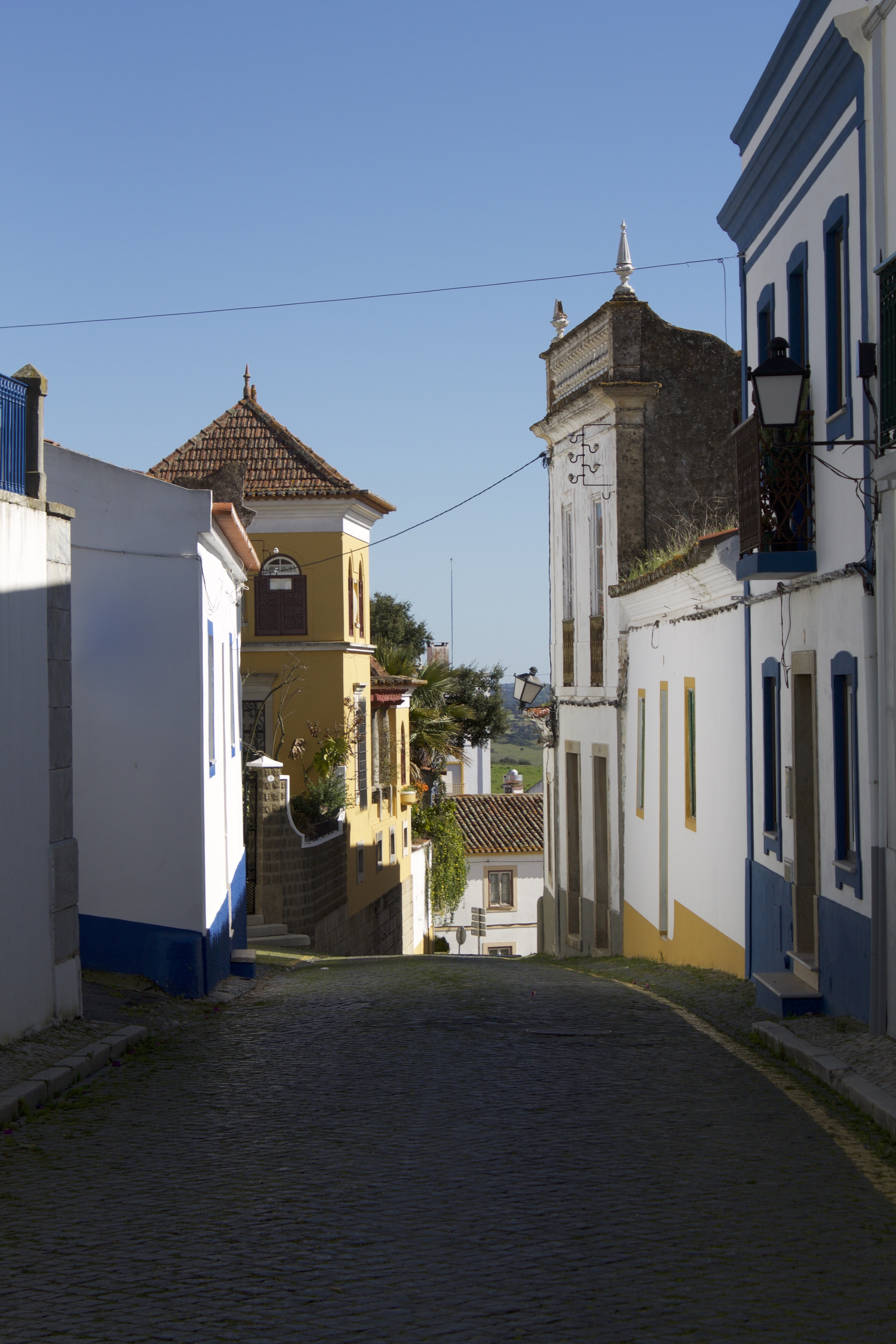
Rua D. Afonso I, em 2017.

## Descrição e história
O elemento mais destacado no imóvel era a sua chaminé típica da região, já destruída, das quais já existiam poucos exemplares, e que era de forma tronco-piramidal, e que era encimada por um pináculo em pedra, com uma grelha esculpida em tijolo, que tinha num dos seus lados uma roda com doze raios. Era muito parecida à chaminé do edifício situado no n.º 15 da Rua da Igreja, na vila de Porches, no Algarve. O imóvel em si é descrito como sendo de aparência típica da região, com planta rectangular, e formada por dois corpos num só piso, com um telhado de uma água, centrado no corpo principal mas com uma aba que cobria igualmente o segundo corpo. A fachada principal estava aberta em vários vãos, todos de verga recta. Situava-se no centro histórico de Castro Verde, nas imediações da Basílica Real.
O edifício terá sido construído do século XIX. Em 25 de Maio de 1982, a associação Castra Castrorum propôs que a chaminé fosse protegida com a categoria de Imóvel de Valor Concelhio, mas o processo de classificação foi encerrado por um despacho do Instituto de Gestão do Património Arquitectónico e Arqueológico de 28 de Novembro de 2008, uma vez que a chaminé já tinha ruído.